# エミール・ガレ

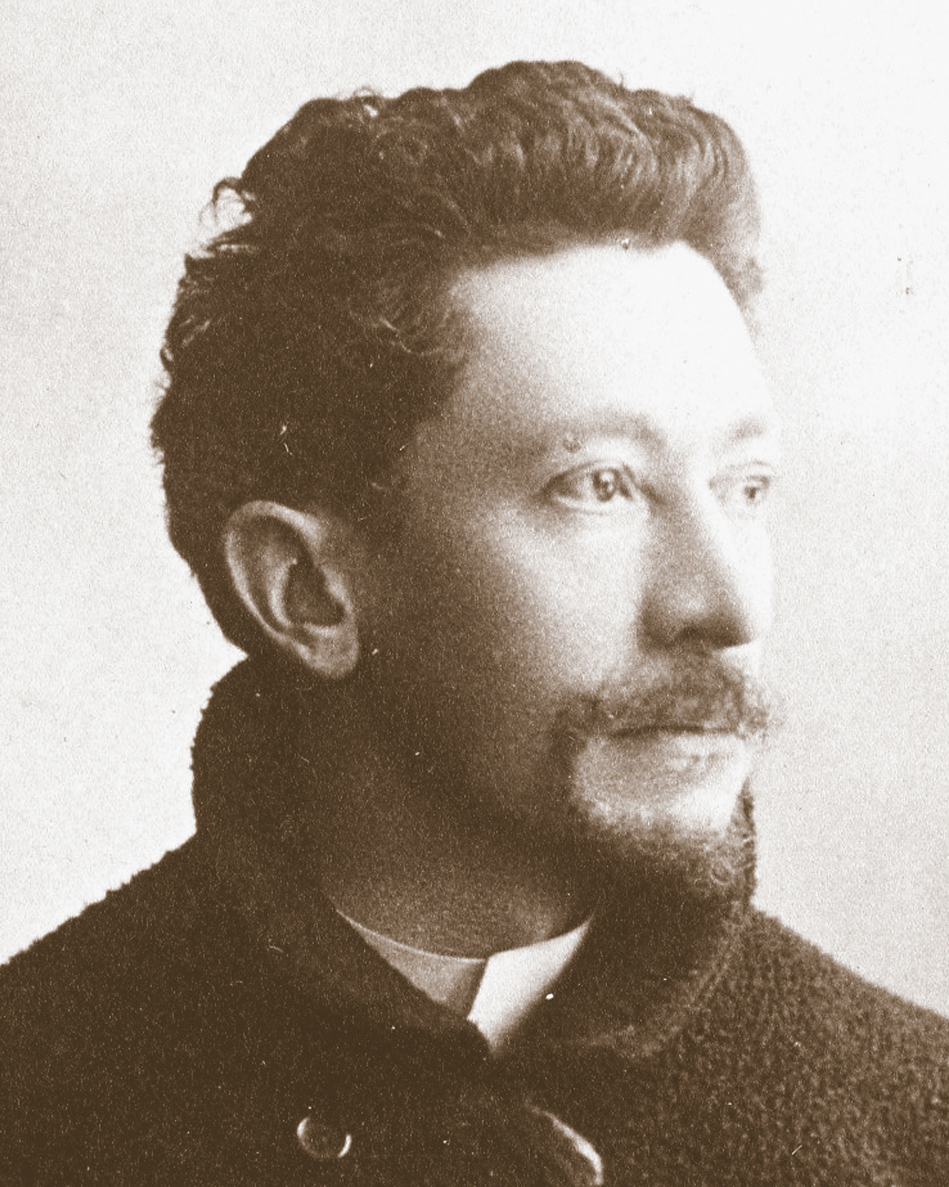
エミール・ガレ(1889年)

シャルル・マルタン・エミール・ガレ（仏: Charles Martin Émile Gallé、1846年5月4日 - 1904年9月23日）は、フランスにおけるアール・ヌーヴォーを代表するガラス工芸家、陶芸家、家具作家、工芸デザイナー、アートディレクター、工場経営者。

## 生涯
1846年5月4日、高級ガラス器と鏡の小売販売店の息子としてフランスロレーヌ地方ナンシーで誕生。
1858年にナンシー帝立高等中学校（帝国リセ）に入学。修辞学、文学、哲学、植物学に優れた成績を修めた。
1865年の秋から67年1月までドイツのヴァイマルに留学し、ドイツ語とデザインなどを学ぶ。
1867年、マイゼンタールのブルグン・シュヴェーラー社 (Burgun Schwerer & Cie.) のガラス工場でガラス製造の技術を研鑽する。
1870年、プロシアとフランスの間に普仏戦争が始まり、ガレは第23戦列歩兵部隊に入隊。
1871年にプロシア軍はフランス軍を圧倒しパリに入城。敗戦国となったフランスはフランクフルト条約によりガレの故郷ロレーヌ地方の一部とアルザス全域を割譲した。退役後、父についてイギリスを訪問し、サウス・ケンジントン美術館を見学。
1873年、ガレ家はガレンヌ通り2番へ転宅し、新居の庭に陶器の加飾の工房と倉庫が設営される。
1877年、ガレは父に代わって社主となる。
1878年、パリ万国博覧会に、『北斎漫画』十三編の「魚濫観世音」の鯉のデザインをそのまま採り入れた『鯉魚文花瓶』や、独自に開発した'月光色'ガラス（酸化コバルトによって淡青色に発色させた素地）、陶器などを出品し、銅賞を受賞（第19・20クラス）。また庭園装飾のための陶器で銀賞を受賞（第85クラス）。
1879年以降ほぼ毎年、販売品の大部分の意匠をナンシーの労働裁判所に登録したと考えられているが、これらの意匠登録用アルバムは四散している。1882年には意匠登録用の29枚のアルバムを同労働裁判所に届け出ており、このアルバムは1980年代初頭のオークションで北澤美術館が入手した。
1884年、第8回装飾美術館中央連盟展（「石、建築用材、土、ガラス」がテーマ）に出品し、金賞を受賞。
1885年よりナンシーの森林学校に留学中だった農商務省官僚で美術に造詣の深い高島得三（雅号：高島北海）と交流を持ち、日本の文物や植物などの知識を得たとされる。
高島がナンシー滞在中に描いた墨絵からヒントを得てガレが「悲しみの花瓶」と呼ばれる黒いガラス作品を思いついたという仮説が唱えられていたが、この説は史資料の裏付けを伴う明確な反証のもとに否定されている。（典拠：「徳島県立近代美術館「没後120年　エミール・ガレ展」図録―高島北海の墨絵がガレの「悲しみの花瓶」の生成に影響を及ぼした という仮説の誤謬と同展監修者による数々の不適切な引用について」、「松濤美術館『没後120年　エミール・ガレ展』図録―黒いガラスの生成に関する同展監修者の誤謬について」、「エミール・ガレ　杯「夜」　ナンシー派美術館館長 ヴァレリー・トマ」）
1886年、ナンシーの自宅に近いガレンヌ通り27番に建設した工房で家具制作を開始。
1889年のパリ万博に陶器、ガラス器、家具を大量に出品、また自社製のキオスク（あずまや）を会場に用意して展示作品の効果的な演出を試みた。ガラス部門でグランプリ、陶器部門で金メダル、家具部門で銀賞を受賞し、装飾工芸家として国際的な名声を得る。特に黒褐色のガラス素地を使用した一連の作品は高い評価を受けた。代表作に「オルフェウスとエウリディケ」（現パリ装飾美術館蔵）がある。

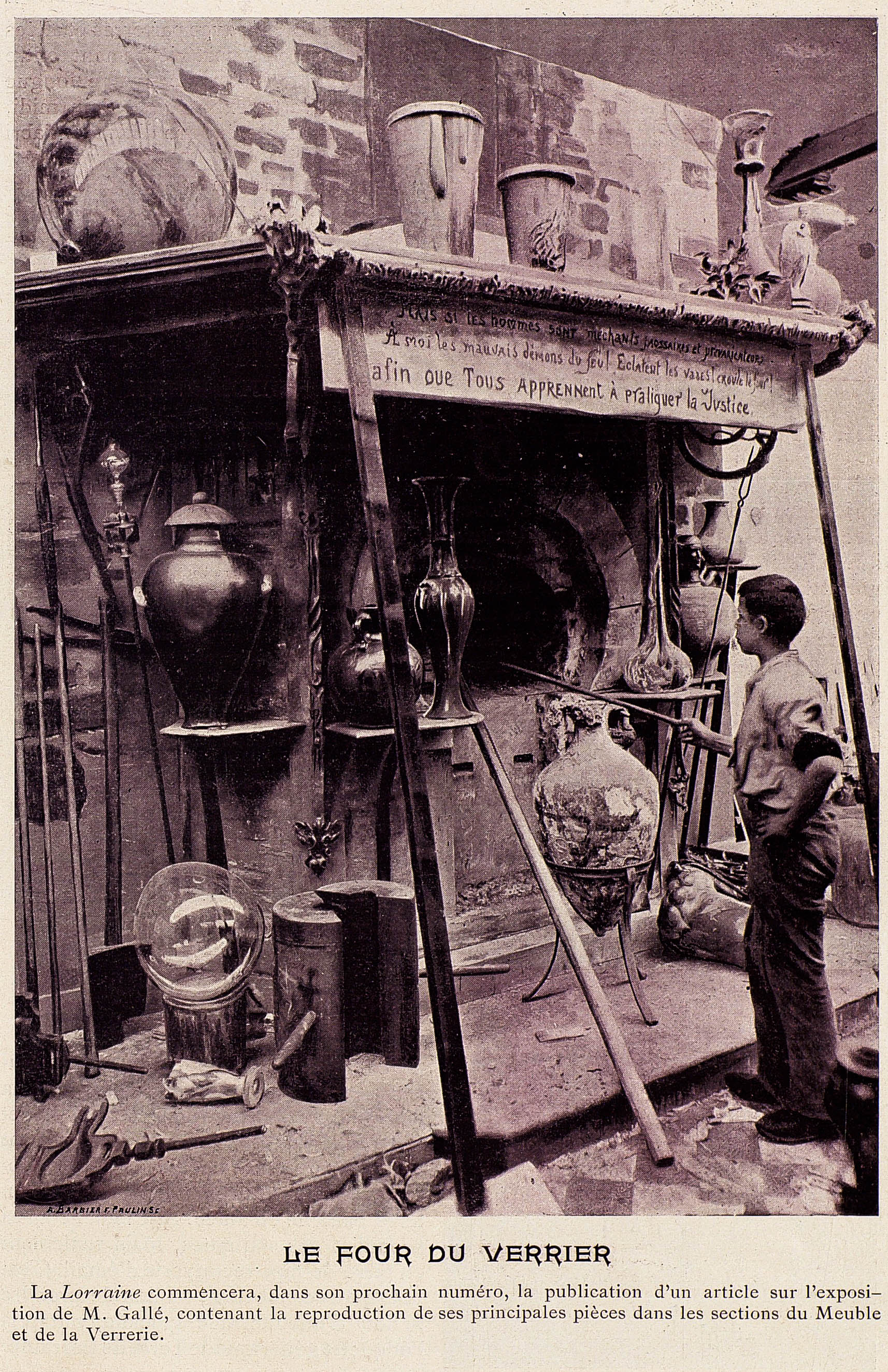
ガレのガラス炉

1894年に家具工房が置かれていた敷地を買い増しして、ガラス製造のための本格的な炉の備わった工場を完成させる。
1898年、「マルケトリー技法」、「パチネ技法」で特許を取得。
1900年のパリ万博に大量のガラス器、家具を出品。再びグランプリを獲得し、評価を不動のものとする。
1901年、「ナンシー派（エコール・ド・ナンシー）」の会長に就任。
1903年、パリのルーブル宮マルサン館で開催されたナンシー派展に出品。
1904年9月23日、白血病により死去、58歳。

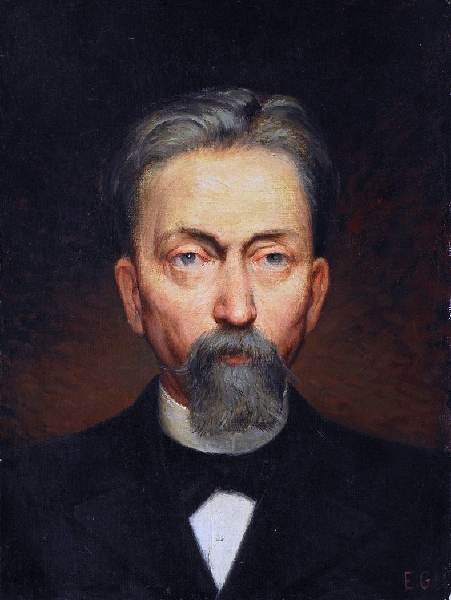
「自画像」

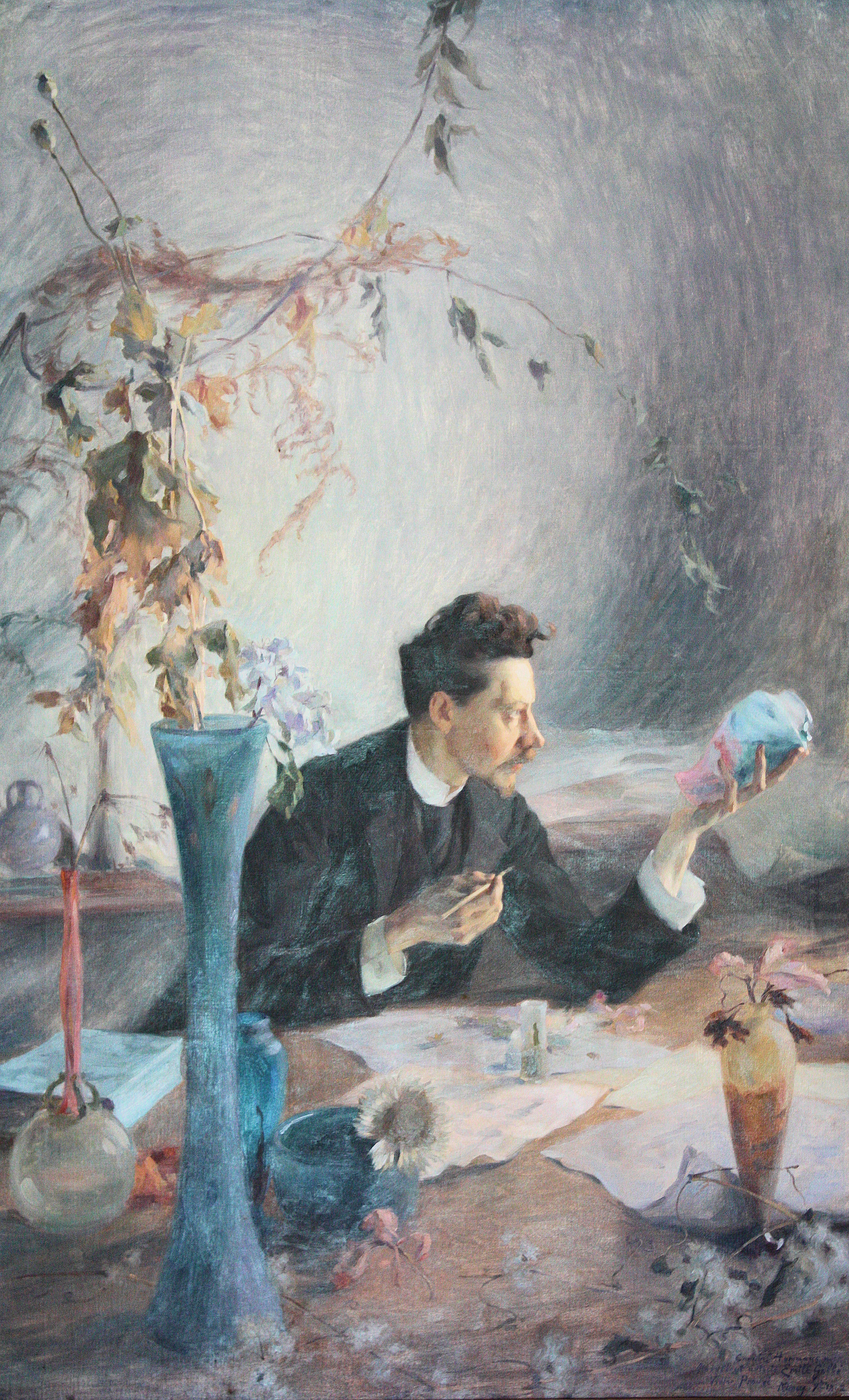
ヴィクトール・プルーヴェ画「エミール・ガレの肖像」

その後工場は、画家のヴィクトール・プルーヴェと夫人のアンリエット・ガレによって経営が続けられた。製造品はエッチング（酸化腐蝕彫り）によるカメオ・ガラスの製品が大半を占めた。
第一次世界大戦中、ガレの工場は製造を中止していたが、戦後は娘婿のポール・ペルドリーゼによって経営が引き継がれた。アメリカの好景気にも後押しされ、再び世界各国に輸出されるようになるが、恐慌さなかの1931年に会社は解散。工場の敷地は売却された。

## 代表的な技法と作品
- マルケトリー（marqueterie（英語版））：ガラスパーツをガラスへ象嵌する技法。
- パチネ（patine）：「古色をつけた」の意味。ガラスの表面を錆色にくもらせたり、濁らせる技法。
- 「もの言うガラス」：表面に詩の一節や警句などを記すデザインのガラス器についた名前。
- ファイアンス焼き：父シャルルの家業を継いで製作されたもの。日用雑器から芸術作品まで装飾的な製品を幅広く制作していた。陶器のデザインは1891年にガレは放棄している。ガレ没後の工房では製造されなかった。

## ギャラリー

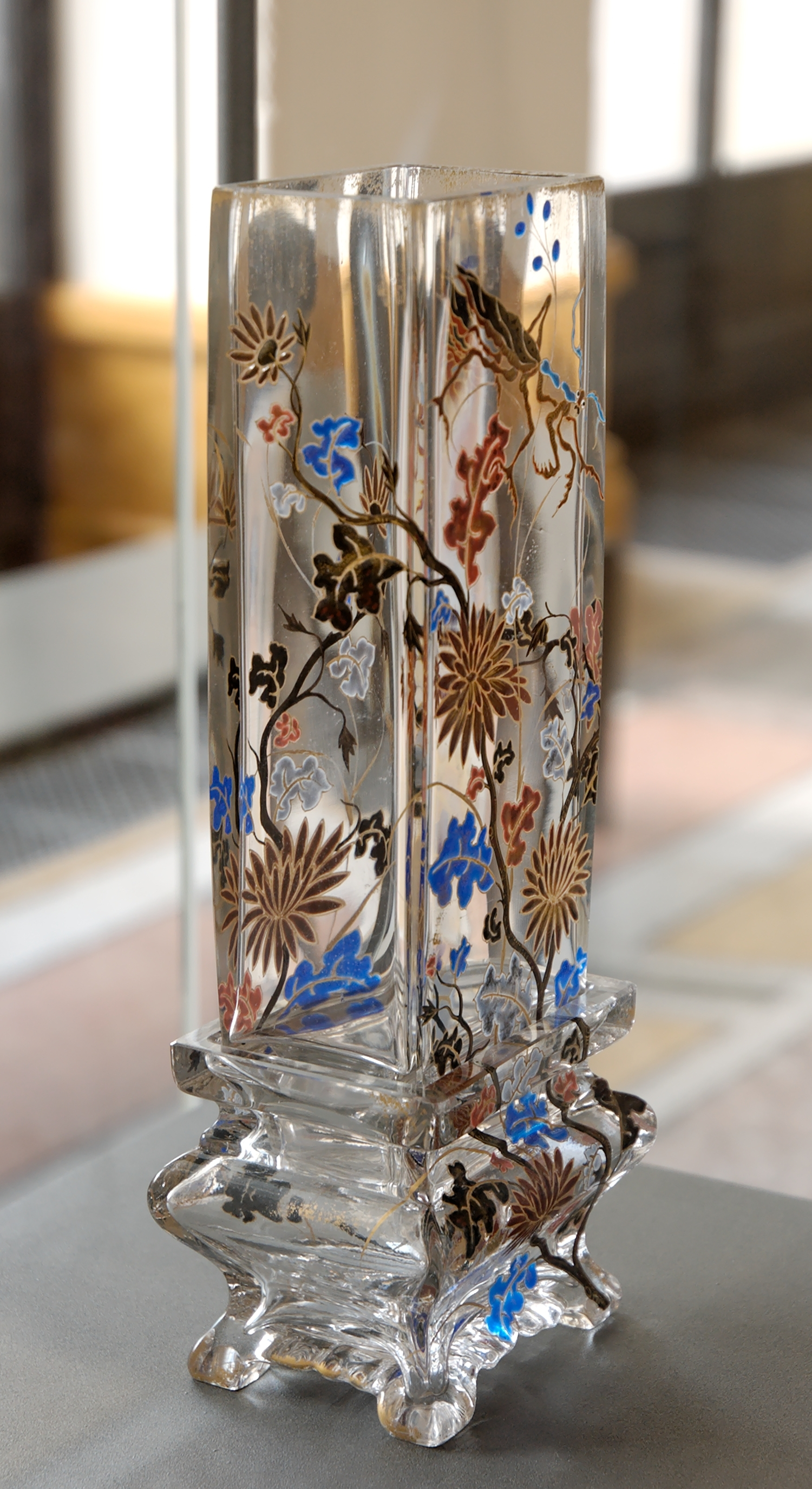
プティ・パレ所蔵
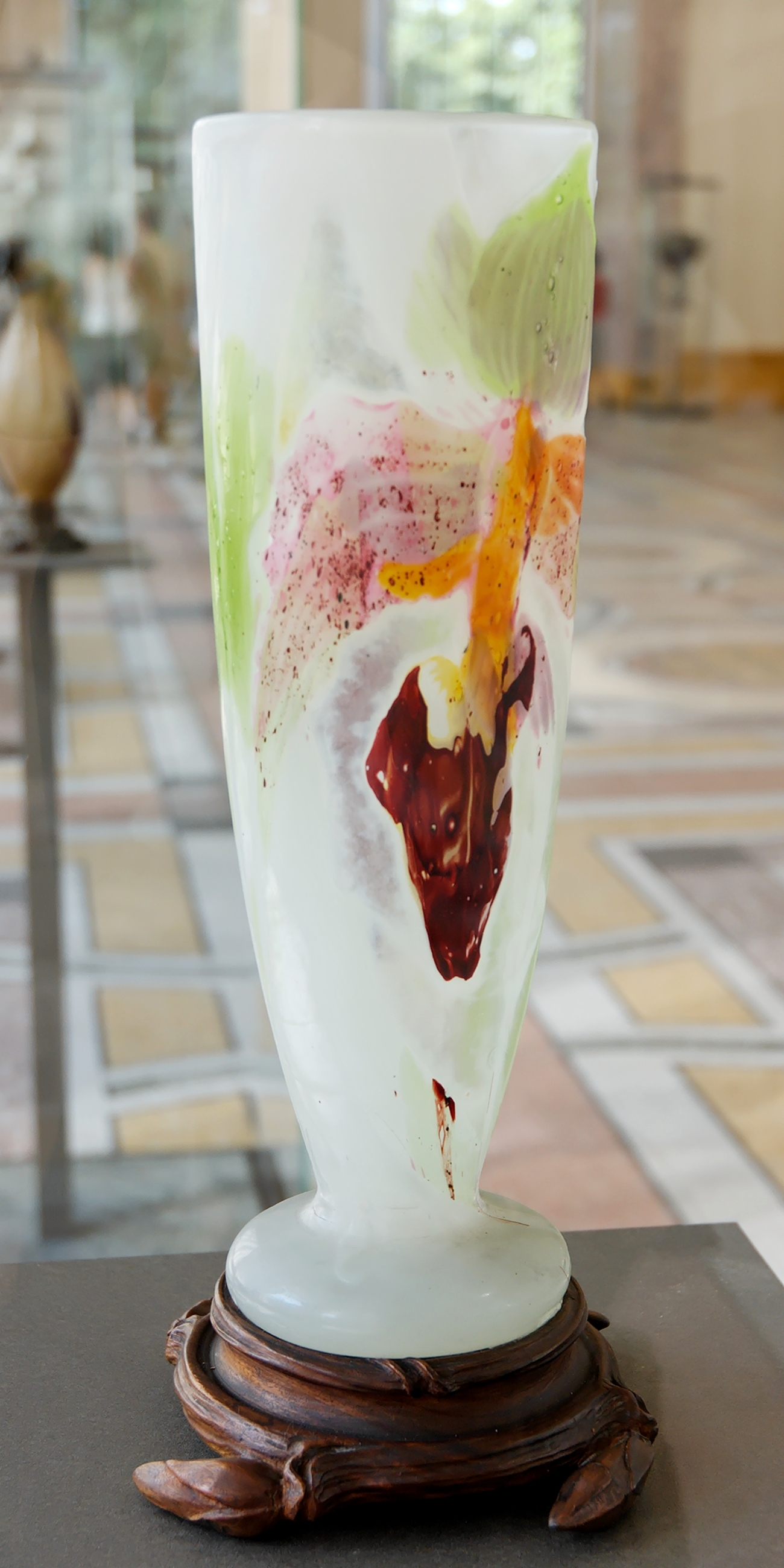
モーリス・メーテルリンクの詩をモチーフにした蘭の花瓶(プティ・パレ所蔵)
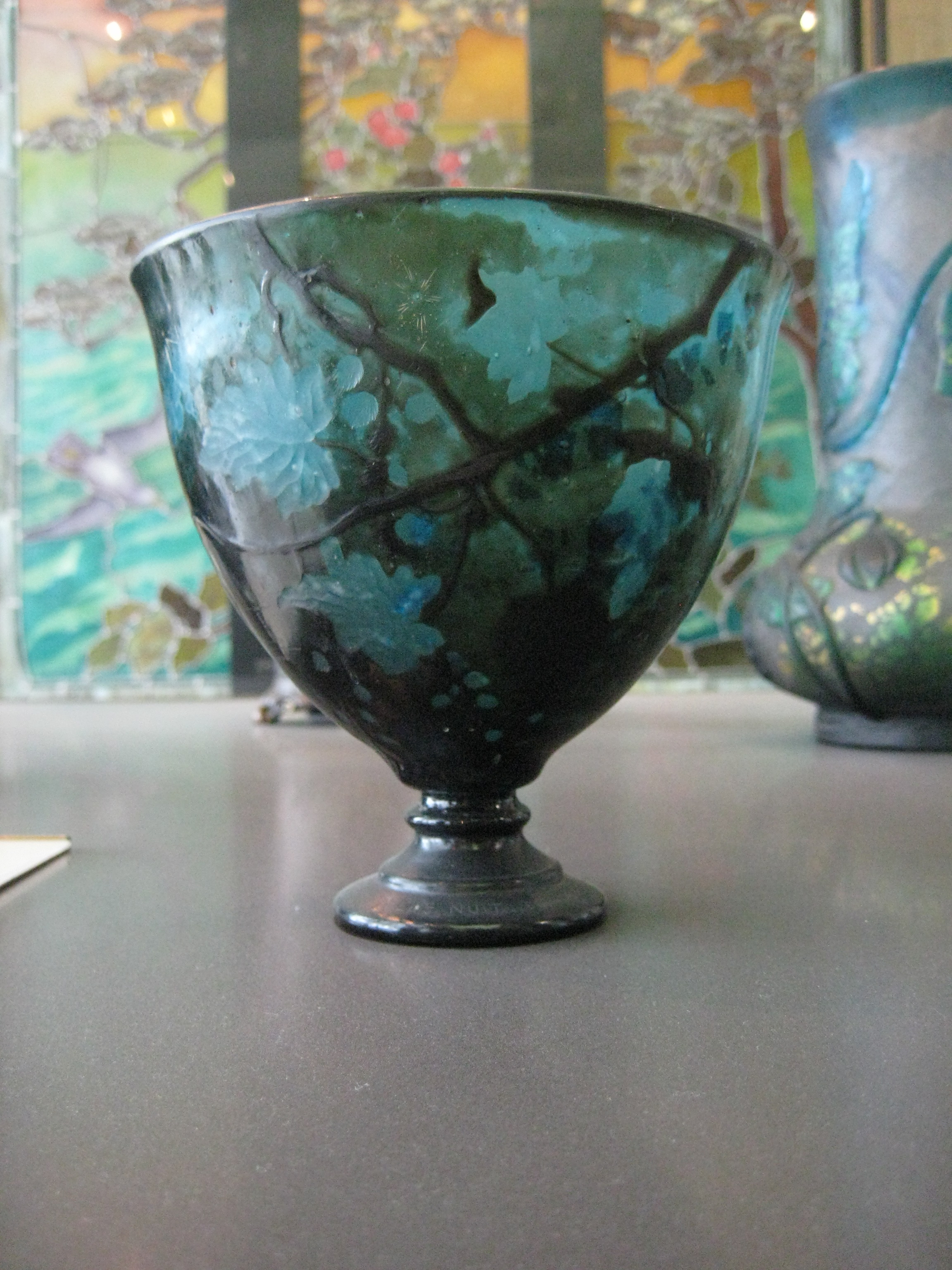
「Par une telle nuit」(プティ・パレ所蔵)
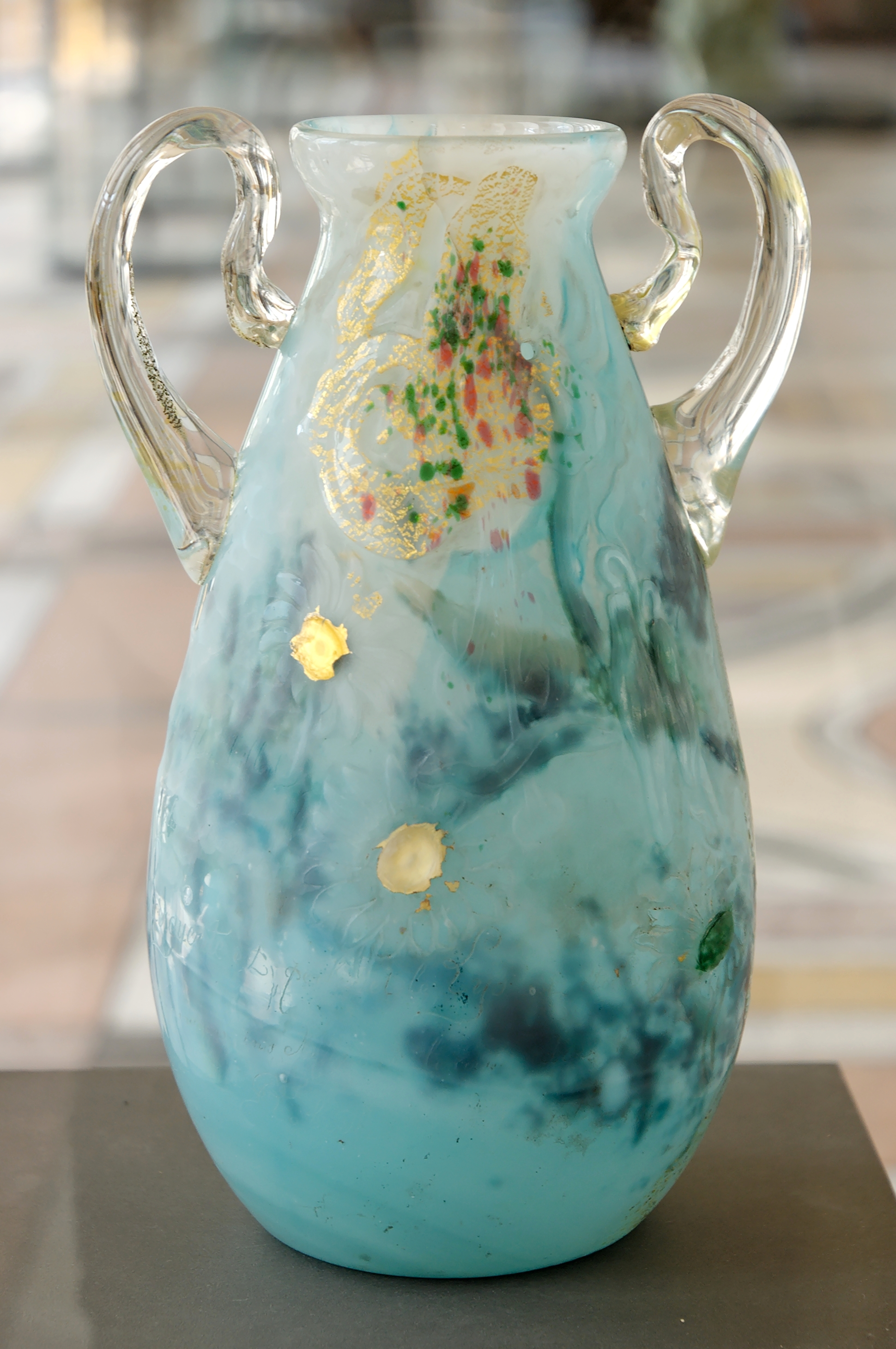
ユリとヒナギクの花瓶(プティ・パレ所蔵)
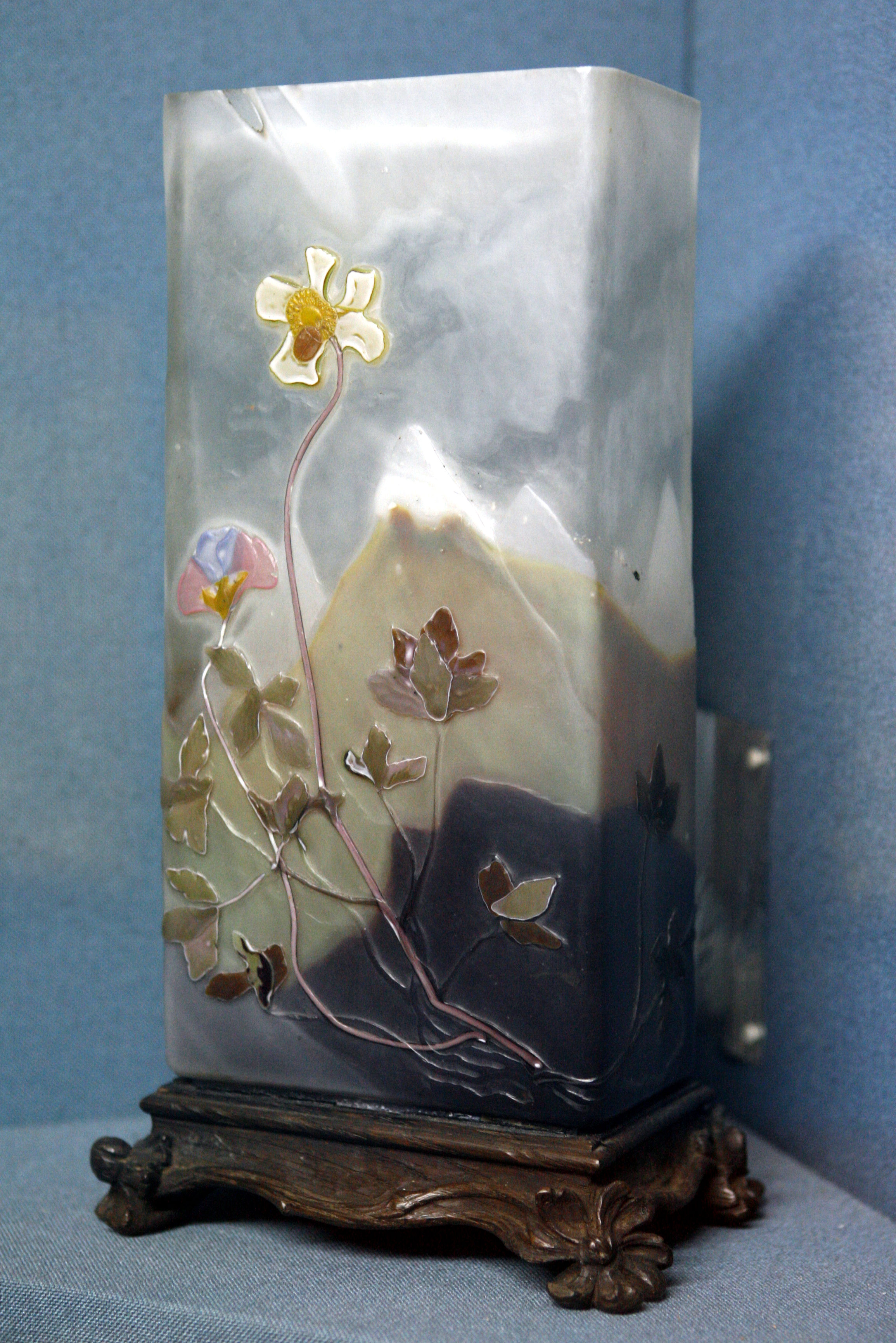
花瓶(ディジョン美術館所蔵)
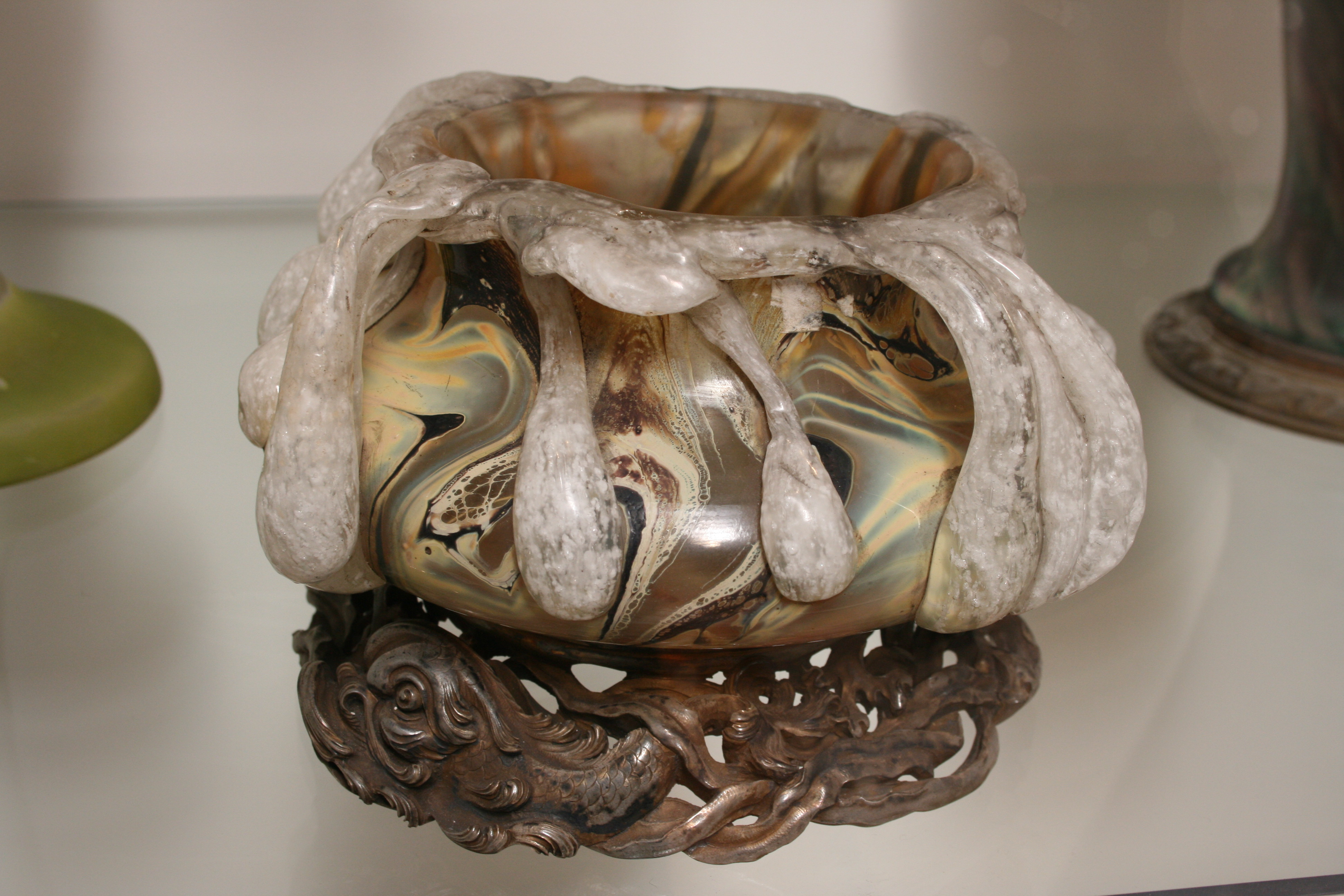
ガラス作品(ラ＝ピシーヌ美術館（フランス語版）所蔵)
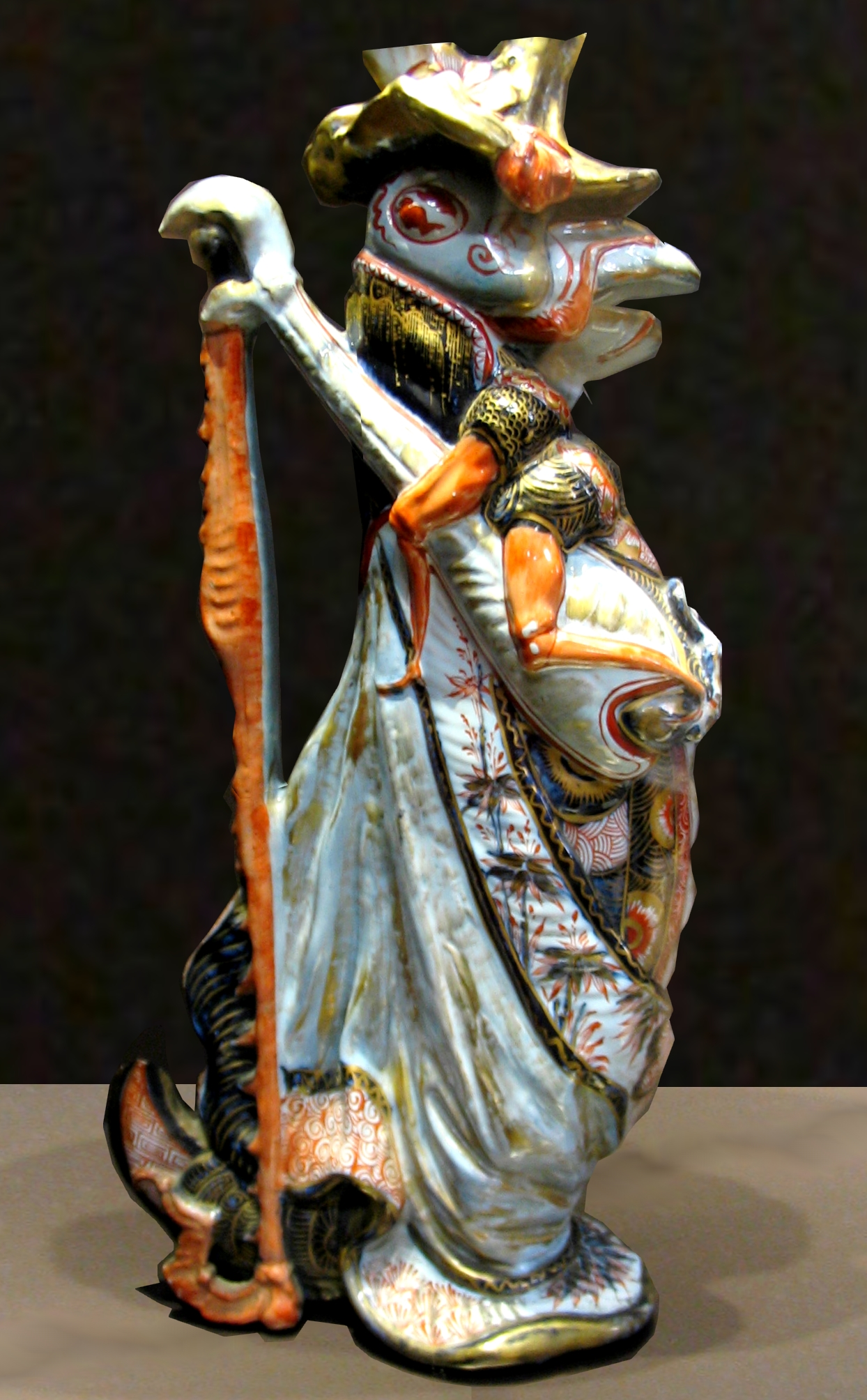
擬人化したファイアンス焼き(オルセー美術館所蔵)
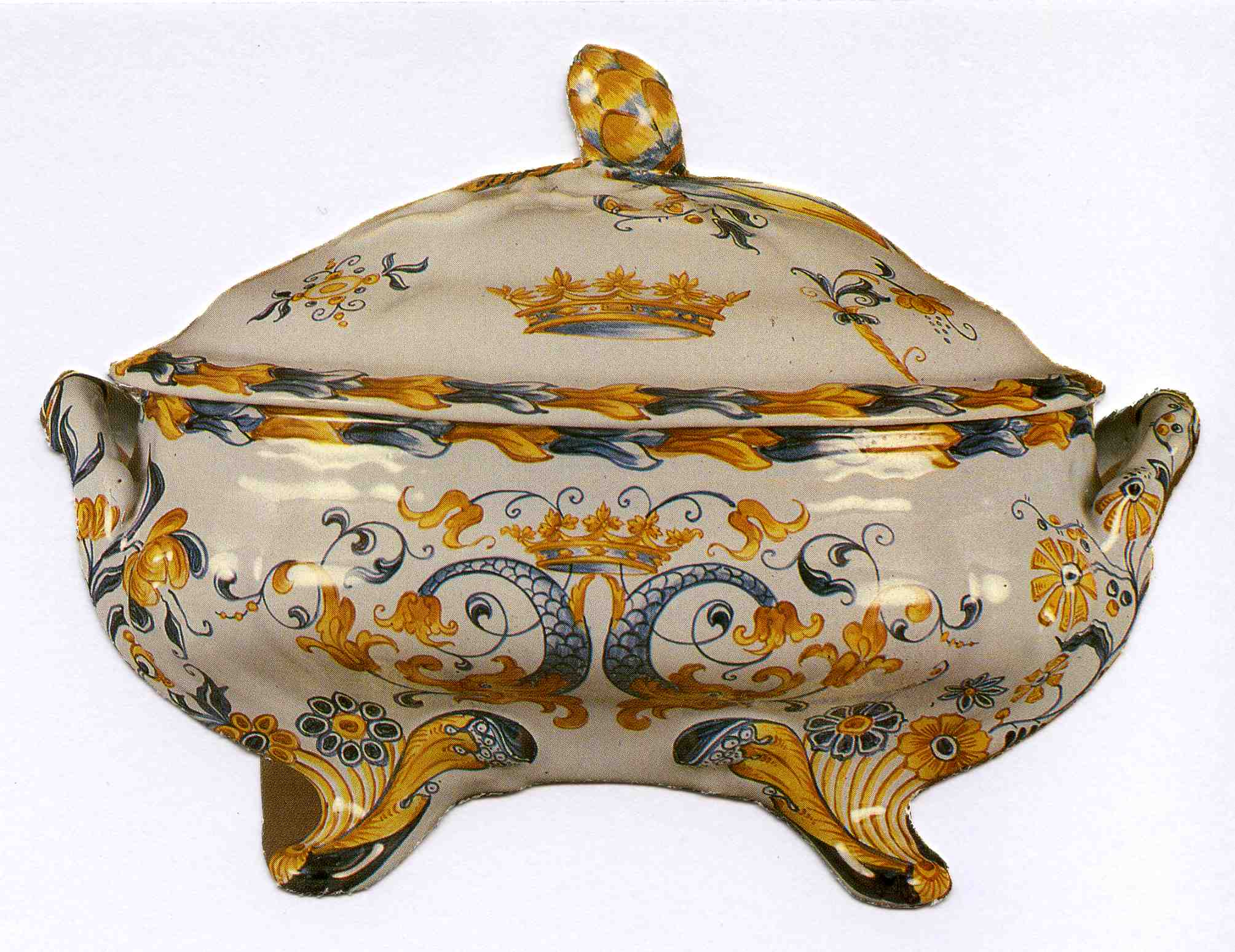
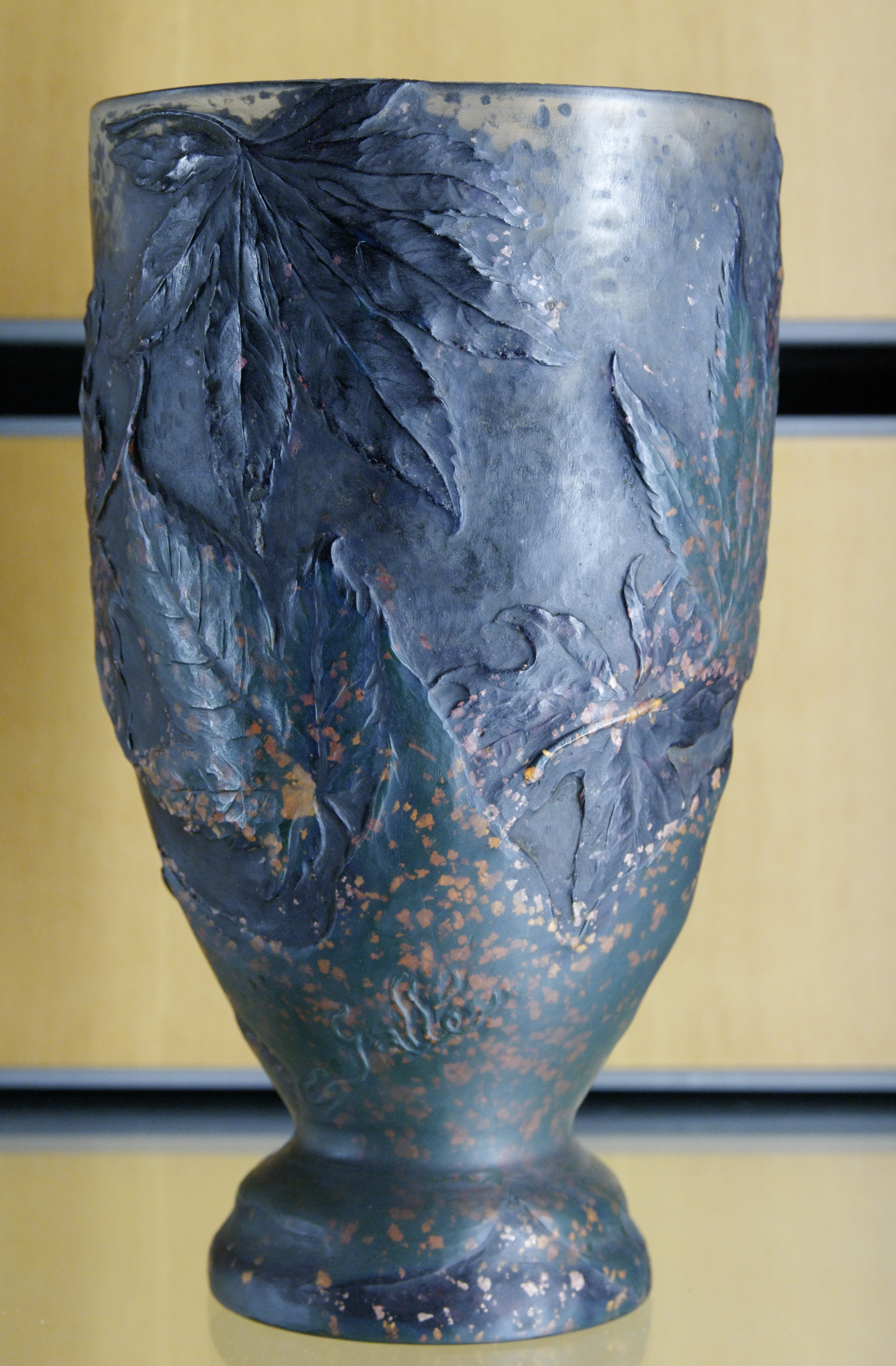
ラオン=レタップ製陶所で制作した磁器のテリーヌ( サンディエデヴォージュのピエールノエル美術館（フランス語版）所蔵)
- カエデの葉の装飾が施されたガラスの花瓶(1898)(リヨン美術館所蔵)
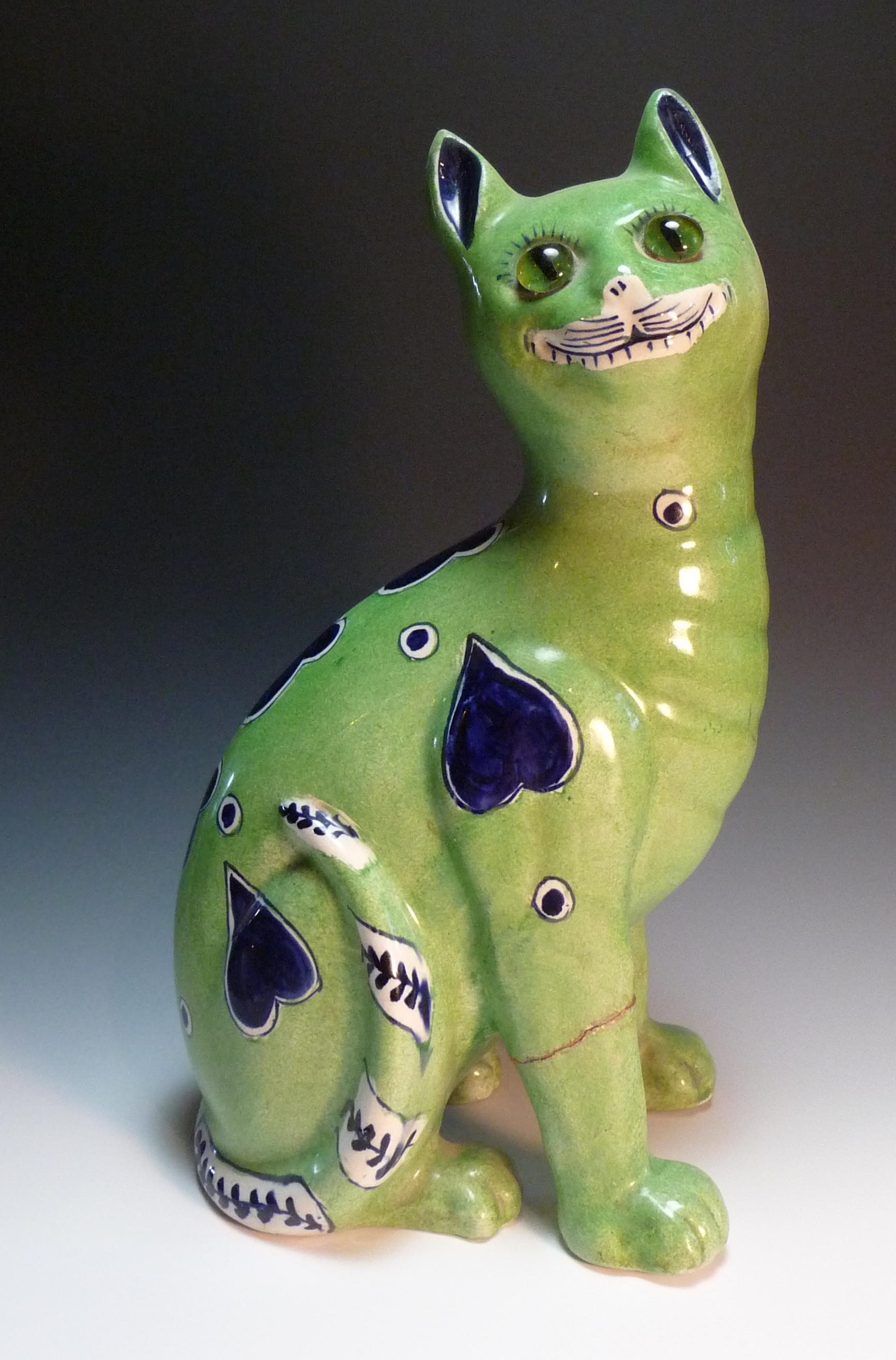
陶器の猫、1895年頃

ガレ作品・所蔵美術館
- 北海道立近代美術館
- 小樽芸術村　西洋美術館
- エミールガレ美術館
- 群馬ガラス工芸美術館
- 伊香保保科美術館
- サントリー美術館
- みらい美術館
- ポーラ美術館
- 熱海山口美術館
- 上越市立歴史博物館
- 安曇野アートヒルズミュージアム
- 北澤美術館
- 岐阜県現代陶芸美術館
- 愛知県陶磁美術館
- ウッドワン美術館
- 下関市立美術館
- 鳴門ガレの森美術館
- 長島美術館
- 飛驒高山美術館
  - 山寺後藤美術館：閉館
  - 一誠堂美術館:閉館
  - 大一美術館：閉館
  - 松江北堀美術館:閉館

ひとよ茸ランプ所蔵美術館
- ナンシー派美術館
- サントリー美術館
- 北澤美術館